# Eberhardt Sturm
Eberhardt Sturm (* 1. Mai 1889 in Steinkirchen im Kreis Görlitz; † 1973) war ein deutscher Industrieller.

## Leben

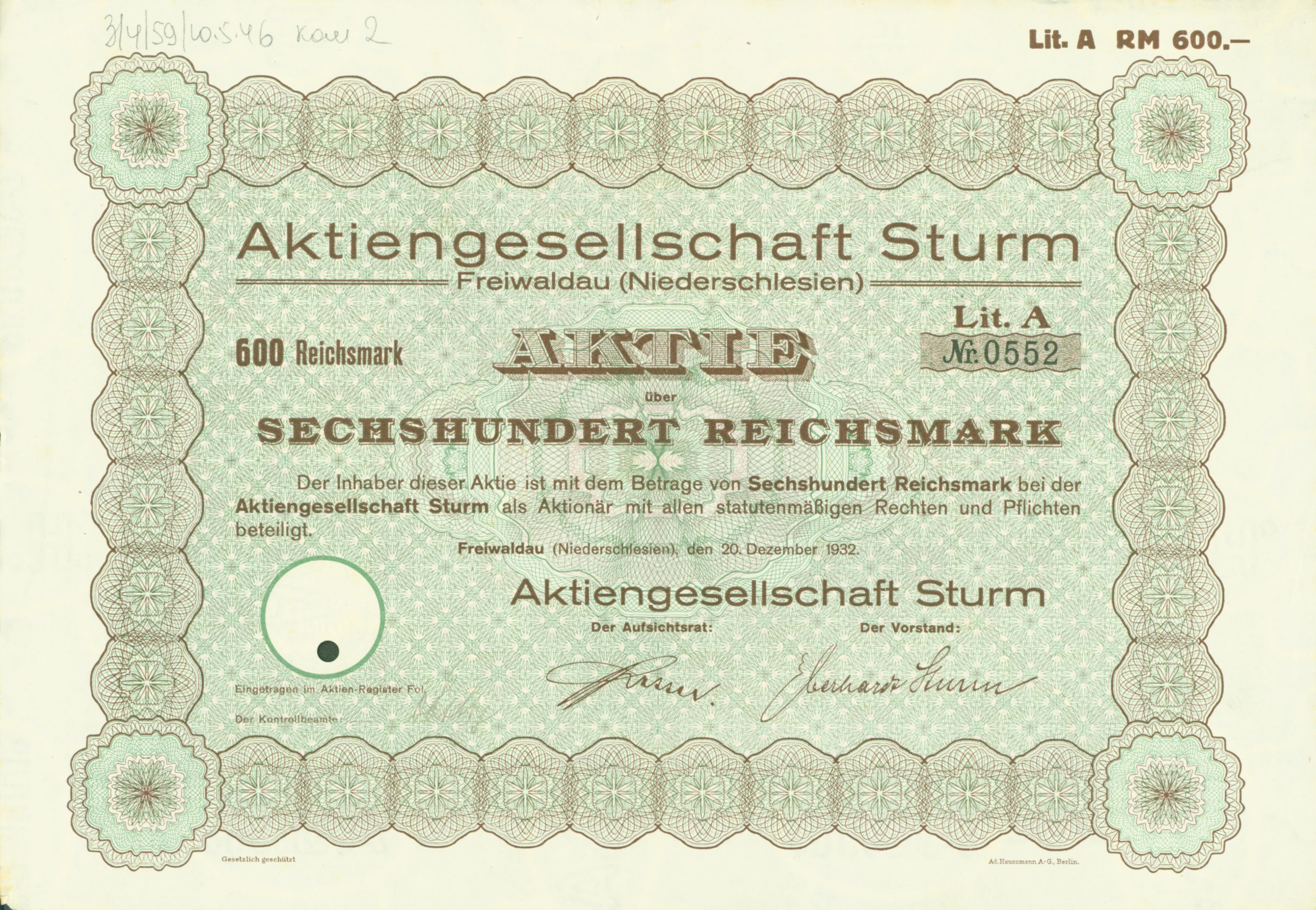
Aktie der AG Sturm vom 20. Dezember 1932 mit Unterschrift von Vorstand Eberhardt Sturm

Eberhardt Sturm wurde als Sohn des Dachziegelfabrikanten Reinhold Sturm geboren. Er besuchte das Gymnasium in Görlitz und studierte an der Technischen Hochschule Berlin-Charlottenburg Bauingenieurwesen. 1909 wurde er Mitglied des Kösener Corps Normannia Berlin. Nachdem er im Herbst 1911 das Vorexamen abgelegt und eine dreimonatige kaufmännische Ausbildung erhalten hatte, trat er zum Beginn des Jahres 1912 in das väterliche Unternehmen, die 1837 gegründete Aktiengesellschaft Sturm, Dachziegelwerke, in Freiwaldau ein. 1913 wurde er zum Prokuristen bestellt. Nach dem Tode seines Vaters wurde er im August 1916 Vorstandsmitglied und leitete zusammen mit seinem Bruder Günther Sturm das Unternehmen.
Sturm war Vorstandsmitglied der Ziegeleiberufsgenossenschaft Schlesien, stellvertretender Vorsitzender des Arbeitgeberverbandes für die Ziegeleiindustrie in Schlesien und der Lausitz sowie 2. stellvertretender Vorsitzender der Industrievereinigung des Kreises Sagan und Umgebung. Er war Mitglied des Kreistages in Sagan und der Gemeindevertretung in Freiwaldau.
Nach dem Zweiten Weltkrieg lebte er als Fabrikant in Bruchsal.